# Paul Wieczorek
Paul Wieczorek (* 15. Juli 1885 in Bromberg; † 14. November 1918 in Berlin erschossen) war ein Teilnehmer an der Novemberrevolution in Deutschland und Kommandeur der Volksmarinedivision.

## Leben

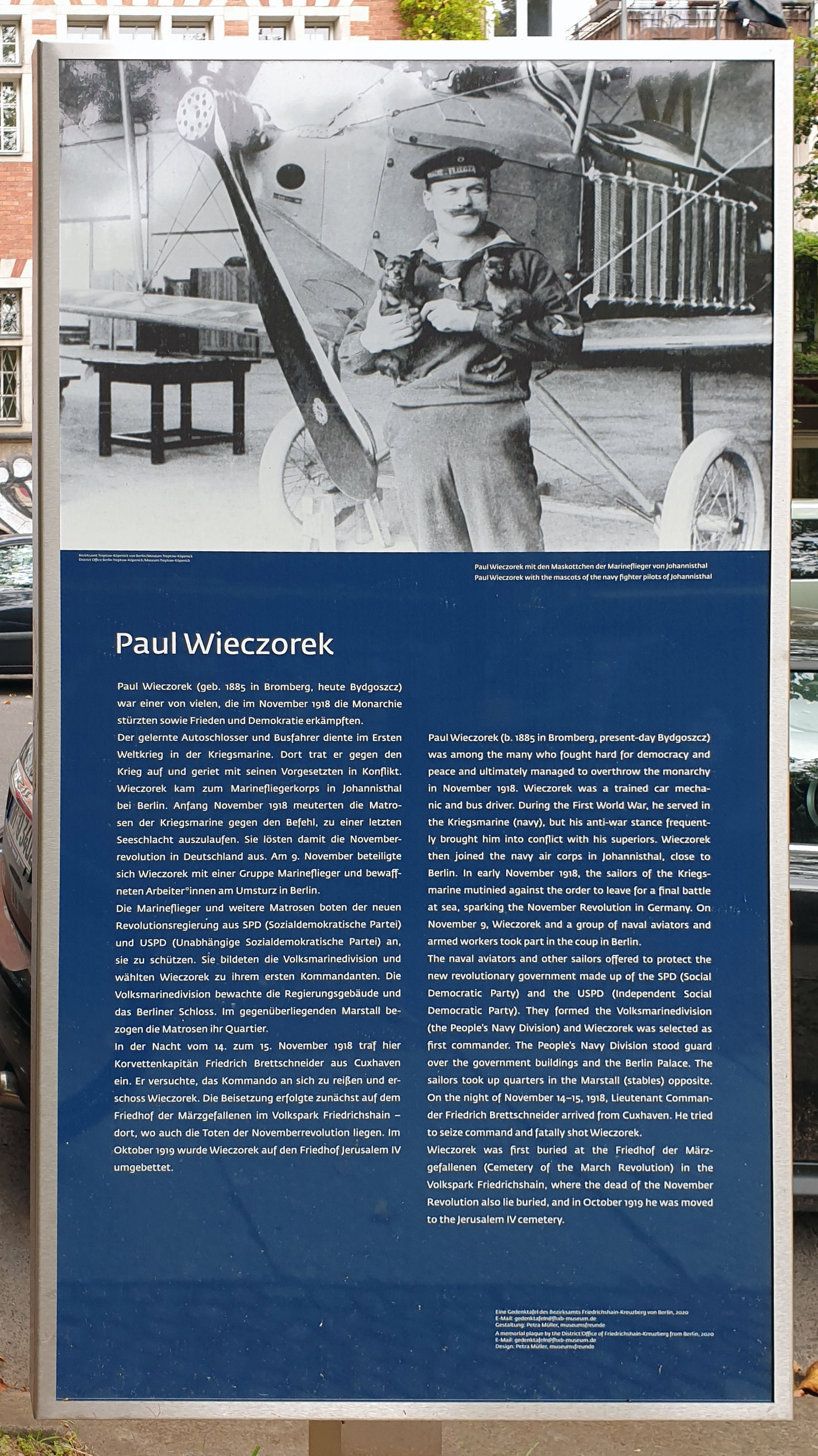
Gedenktafel vor dem Friedhof IV der Gemeinde Jerusalems- und Neue Kirche, in Berlin-Kreuzberg

Paul Wieczorek übersiedelte 1904 mit seinen Eltern von Bromberg nach Berlin. Nach seiner Schulzeit erlernte er den Beruf des Metallarbeiters. Von 1903 bis 1906 leistete er seinen Militärdienst bei der Kaiserlichen Marine und fuhr unter anderem auf dem Kleinen Kreuzer SMS Medusa. Nach dem Militärdienst arbeitete Wieczorek als Busfahrer bei der Allgemeinen Berliner Omnibus AG (ABOAG). In dieser Zeit wurde er Mitglied der SPD.
Mit dem Ausbruch des Ersten Weltkrieges wurde er wieder zur Marine einberufen und kam als Maat auf ein Minensuchboot. Während seiner Dienstzeit wurde er mehrmals wegen militärischen Ungehorsams gemaßregelt. Mit dem Ausbau der deutschen Marineflieger meldete er sich freiwillig als Flugzeugmechaniker bei der neuen Waffengattung. Wieczorek erhielt eine fliegerische Ausbildung und wurde zum Luftschiffhafen Tondern versetzt. Bei einem Flugzeugabsturz schwer verletzt, wurde er nach seiner Genesung zum Flugplatz der Marine-Landfliegerabteilung (früher Freiwilliges Marinefliegerkorps) in Johannisthal (bei Berlin) versetzt. Zusammen mit seinem langjährigen Freund Fritz Radtke nahm er Kontakt zu den Arbeitern der Johannisthaler Flugzeugwerke auf und organisierte die revolutionäre Arbeit unter den Marinefliegern und den Soldaten der Flugzeugmeisterei Adlershof.

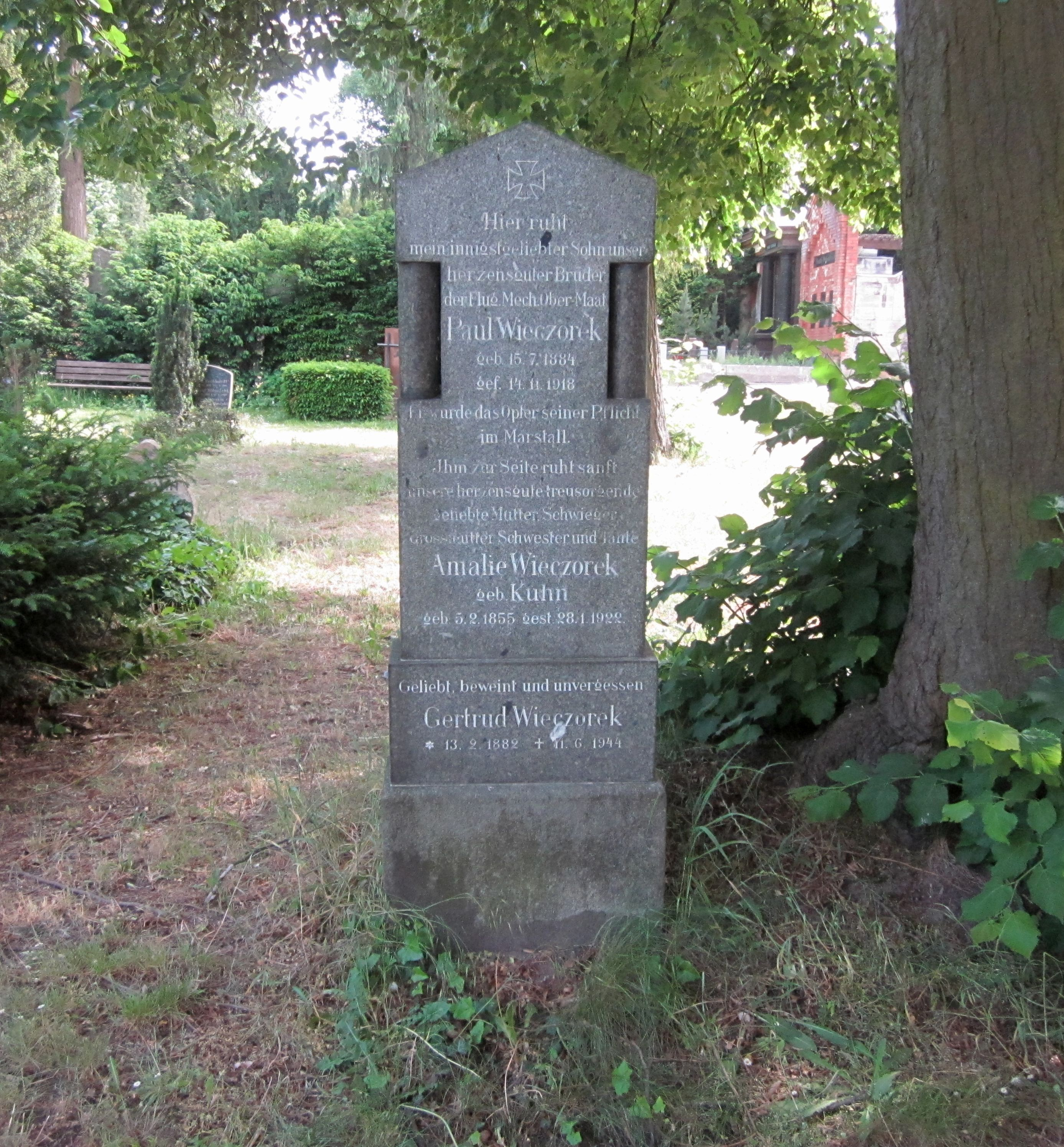
Grab von Paul Wieczorek in Berlin-Kreuzberg

Mit dem Ausbruch des Kieler Matrosenaufstandes und der sozialistischen Revolution unter Karl Liebknecht organisierte Wieczorek, mittlerweile Obermaat der Kaiserlichen Marine, den bewaffneten Aufstand in Johannisthal. In den Morgenstunden des 9. November 1918 übernahmen Rote Matrosen, Rote Marineflieger und Mitglieder der illegalen Spartakus-Gruppen den Flugplatz Johannisthal und setzten den Kommandanten und die Offiziere gefangen. An der Spitze eines Trupps Marineflieger marschierte Wieczorek danach in Richtung Berlin zu einem Treffen mit Karl Liebknecht. Auf dem Weg dorthin kam es in den Landgemeinden Niederschöneweide und Treptow bei Berlin zu bewaffneten Auseinandersetzungen mit kaisertreuen Truppen, welche die Revolutionäre aber für sich entscheiden konnten und größere Mengen Waffen und Munition erbeuteten.
Vermutlich nahm Wieczoreck mit seinen Männern an der Besetzung des Admiralstabs und des Reichsmarineamtes in Berlin teil. Belege dafür fehlen allerdings. Am Abend des 9. November 1918 kam es dann zum Treffen von Wieczorek und Radtke mit Liebknecht. Dieser verwies ihn an Heinrich Dorrenbach, der bewaffnete Formationen in Berlin aufstellen sollte. Von 600 Matrosen, die im Berliner Marstall versammelt waren, wurde am 11. November 1918 der Volksmarinerat von Groß-Berlin und Vororten gewählt. Die Matrosen selbst gaben sich den Namen Volksmarinedivision und wählten Wieczoreck zu ihrem Kommandeur.
Am 14. November 1918 versuchte Korvettenkapitän Friedrich Brettschneider im Berliner Marstall, die Führung der Volksmarinedivision zu übernehmen. Dabei wurde Paul Wieczorek von diesem erschossen. Brettschneider wurde mit einem Gewehrkolben erschlagen. Einem anderen Bericht zufolge wurde Brettschneider erst zwei Tage später Opfer eines Racheaktes. Wieczoreks Grab existiert noch auf dem Friedhof IV der Gemeinde Jerusalems- und Neue Kirche in Berlin-Kreuzberg. Auf dem Grabstein heißt es, Wieczorek sei „das Opfer seiner Pflicht“ geworden. Der Grabstein ist 2018/19 saniert worden. Da seine Standfestigkeit durch die Wurzeln eines Alleebaumes nicht mehr gegeben war, wurde der Grabstein einige Meter weiter südlich neu aufgestellt. Er ist vom südlichen Bürgersteig der Bergmannstraße durch das Einfassungsgitter gut sichtbar. Die vollständige Inschrift lautet: „Hier ruht / mein innigst geliebter Sohn unser / herzensguter Bruder / der Flug.Mech.Ober-Maat / Paul Wieczorek / geb. 15.7.1884 / gef. 14.11.1918 / Er wurde das Opfer seiner Pflicht / im Marstall. / Ihm zur Seite ruht sanft / unsere herzensgute treusorgende / geliebte Mutter, Schwieger, / Grossmutter Schwester und Tante / Amalie Wieczorek / geb. Kuhn / geb. 5.2.1855 gest. 28.1.1922. /Geliebt, beweint und unvergessen, Gertrud Wieczorek / *13.2.1882 + 11.6.1944“.